# Trinificació
En Física de partícules, el model de trinificació és un model de la teoria de la gran unificació (GUT) proposat per Alvaro De Rújula, Howard Georgi i Sheldon Lee Glashow el 1984.

## Detalls del model
El model estableix que l'estructura de grup de gauge dels fermions és del tipus
{\displaystyle SU(3)_{C}\times SU(3)_{L}\times SU(3)_{R}}
o
{\displaystyle [SU(3)_{C}\times SU(3)_{L}\times SU(3)_{R}]/\mathbb {Z} _{3}} ;
i que els fermions formen tres famílies, cadascuna formada per les representacions : {\displaystyle \mathbf {Q} =(3,{\bar {3}},1)}, {\displaystyle \mathbf {Q} ^{c}=({\bar {3}},1,3)}, i {\displaystyle \mathbf {L} =(1,3,{\bar {3}})}. La L inclou un hipotètic neutrí dretà, que pot explicar les masses de neutrins observades (vegeu oscil·lacions de neutrins), i una nova partícula estèril similar anomenada "flavó".
També hi ha una representació {\displaystyle (1,3,{\bar {3}})} i potser també un camp escalar {\displaystyle (1,{\bar {3}},3)} anomenat camp de Higgs que adquireix un valor d'expectació del buit. Aquest fet provoca la següent ruptura espontània de simetria
{\displaystyle SU(3)_{L}\times SU(3)_{R}}   a   {\displaystyle [SU(2)\times U(1)]/\mathbb {Z} _{2}}
on la branca dels fermions (representació restringida) es transforma com
{\displaystyle (3,{\bar {3}},1)\rightarrow (3,2)_{\frac {1}{6}}\oplus (3,1)_{-{\frac {1}{3}}}} ,
{\displaystyle ({\bar {3}},1,3)\rightarrow 2\,({\bar {3}},1)_{\frac {1}{3}}\oplus ({\bar {3}},1)_{-{\frac {2}{3}}}} ,
{\displaystyle (1,3,{\bar {3}})\rightarrow 2\,(1,2)_{-{\frac {1}{2}}}\oplus (1,2)_{\frac {1}{2}}\oplus 2\,(1,1)_{0}\oplus (1,1)_{1}} ,
i els bosons de gauge com
{\displaystyle (8,1,1)\rightarrow (8,1)_{0}} ,
{\displaystyle (1,8,1)\rightarrow (1,3)_{0}\oplus (1,2)_{\frac {1}{2}}\oplus (1,2)_{-{\frac {1}{2}}}\oplus (1,1)_{0}} ,
{\displaystyle (1,1,8)\rightarrow 4\,(1,1)_{0}\oplus 2\,(1,1)_{1}\oplus 2\,(1,1)_{-1}}.

Hi apareixen dos neutrins de tipus Majorana per generació (que és coherent amb les oscil·lacions de neutrins). A més, cada generació té un parell d'estats triplets, {\displaystyle (3,1)_{-{\frac {1}{3}}}} i {\displaystyle ({\bar {3}},1)_{\frac {1}{3}}}, i doblets, {\displaystyle (1,2)_{\frac {1}{2}}} i {\displaystyle (1,2)_{-{\frac {1}{2}}}}, que es desacoblen a l'escala de trencament GUT a causa dels acoblaments
{\displaystyle (1,3,{\bar {3}})_{H}(3,{\bar {3}},1)({\bar {3}},1,3)}
i
{\displaystyle (1,3,{\bar {3}})_{H}(1,3,{\bar {3}})(1,3,{\bar {3}})} .
Cal tenir en compte que el terme representacions per anomenar estats com {\displaystyle (3,{\bar {3}},1)} i (8,1,1) és una convenció usada purament en física, no en matemàtiques (on les representacions s'etiqueten amb quadres de Young o diagrames de Dynkin amb nombres als seus vèrtexs), però és estàndard entre els físics teòrics de GUT.
Donat que el grup d'homotopia
{\displaystyle \pi _{2}\left({\frac {SU(3)\times SU(3)}{[SU(2)\times U(1)]/\mathbb {Z} _{2}}}\right)=\mathbb {Z} } ,
aquest model també prediu l'existència de monopols magnètics del tipus 'tHooft–Polyakov.
La trinificació és una subàlgebra màxima del grup E6, la representació 27 de la matèria té exactament la mateixa representació i unifica els camps {\displaystyle (3,3,1)\oplus ({\bar {3}},{\bar {3}},1)\oplus (1,{\bar {3}},3)}. E6 afegeix 54 bosons gauge, 30 d'ells compartits amb els grups SO(10), i els altres 24 per tal de completar el seu {\displaystyle \mathbf {16} \oplus \mathbf {\overline {16}} } .